# Перисад I

Боспорское царство

Перисад I — царь Боспорского царства в 344—310 годах до н. э. из династии Спартокидов, сын Левкона I.

## Биография
После смерти отца, старший брат Перисада Спарток II стал править Боспорским царством, а ему досталась Феодосия. Однако после смерти Спартока II Перисад сам взошёл на престол Боспорского царства, которое в его правление достигло наивысшего расцвета.
Перисад I подчинил Боспору племя фатеев. Он стал первым, кто назвал себя «царь всех меотов». На сохранившихся каменных надписях, в его титулатуре, в некоторые годы фатеи, псессы и другие меотские племена периодически не упоминались, что указывает — власть Боспорского царя над этим племенами не была твёрдой и устойчивой.
Около 328 года до н. э. Перисад I вёл войну против прежних союзников царства — скифов. Эта война серьёзно подорвала экономику Боспора: прибывший в это время в Пантикапей афинянин Формион не сумел сбыть своих товаров (Dem. 34,8).
Перисад I был женат на своей двоюродной сестре, дочери Горгиппа, брата Левкона I. Перед смертью назначил своим преемником сына Сатира II.
Известен факт о причислении Перисада к сонму Богов, но был ли данный акт предпринят при жизни или после смерти — достоверно не известно. В связи с этим существует несколько мнений о характере культа Перисада на Боспоре. Собственно, все без исключения гипотезы специалистов базируются на одной единственной цитате из «Географии» Страбона, где указано, что «Перисад был признан богом», без малейшего комментария данного факта.